# سيلفيا مونيوث
سيلفيا مونيوث (بالإسبانية: Silvia Muñoz)‏ هي لاعب هوكي الحقل إسبانية، ولدت في 18 سبتمبر 1979 في تاراسا في إسبانيا.

## وصلات خارجية
- سيلفيا مونيوث على موقع اللجنة الأولمبية الدولية (الإنجليزية)
- سيلفيا مونيوث على موقع أوليمبيديا (الإنجليزية)
- سيلفيا مونيوث على موقع اللجنة الأولمبية الإسبانية (الإسبانية)